# Жардем
Жардем (каз. Жәрдем) — первое национальное казахстанское издательство. Открыто в 1912 братьями С. и X. Нигметуллиными под названием «Жардем (Ярдам) сериктиги» («Товарищество помощи»). В издательстве опубликованы сборники стихотворений «Балаларга жемш» (1912) и роман «Қыз көрелік» (1912) Т. Жомартбаева, «Оқу кытабы» (1912) М. Малдыбаева, эпосы «Ұмытылған Қалқаман — Мамыр» и «Еңлік — Кебек» Шакарима, сборник стихов «Шын мацеуттар» (1913) Б. Айткожаулы, повесть А. Пушкина «Дубровский» на казахском языке («Қара сөзбен жазылған Дубровский хикаясы», 1912) и др. В 1917—19 выпускались газета «Сары Арқа» и журнал «Абай».